# Astroniwa nukurangi
Astroniwa nukurangi is een slangster uit de familie Gorgonocephalidae.
De wetenschappelijke naam van de soort werd voor het eerst geldig gepubliceerd in 2000 door Donald George McKnight.